# Das Kind (Raumschiff Enterprise – Das nächste Jahrhundert)
Das Kind (Originaltitel: The Child) ist die erste Folge der zweiten Staffel der US-amerikanischen Science-Fiction-Fernsehserie Raumschiff Enterprise – Das nächste Jahrhundert. Sie wurde in den Vereinigten Staaten über Syndication vermarktet und erstmals am 21. November 1988 auf verschiedenen Fernsehsendern ausgestrahlt. In Deutschland war sie zum ersten Mal am 13. April 1991 in einer synchronisierten Fassung im ZDF zu sehen.

## Handlung
Die neue leitende medizinische Offizierin, Dr. Katherine Pulaski, wird an Bord der Enterprise gebracht, die sich auf eine Reise nach Aucdet IX vorbereitet, um Virusproben aufzunehmen, die zu einer medizinischen Station der Sternenflotte gebracht werden, in der Hoffnung, dort ein Heilmittel für eine Pestepidemie im Rachelis-System entwickeln zu können. Nachdem der neue Doktor an Bord genommen worden ist, ist das Schiff mit Unterlichtgeschwindigkeit unterwegs, als ein Energieball durch die Hülle dringt und sich schließlich im Schoß von Counselor Deanna Troi niederlässt. Captain Jean-Luc Picard fragt sich, warum sich die neue Ärztin nicht bei ihm gemeldet hat, und findet sie in der Lounge Ten Forward, wo die Barkeeperin Guinan arbeitet. Picard findet Doktor Pulaski, die mit Troi über ihre unerwartete Schwangerschaft spricht. Die Führungsoffiziere treffen sich, um die Schwangerschaft zu besprechen. Der Fötus entwickelt sich rasend schnell und wird in 36 Stunden voll entwickelt sein. Troi weiß nicht, wer der Vater ist, aber sie hat in der Nacht zuvor eine „Präsenz“ in ihrem Körper gespürt. Obwohl das Führungspersonal über einen Abbruch der Schwangerschaft nachdenkt, beschließt Troi, das Kind auszutragen.
Die Enterprise trifft auf Aucdet IX ein, um die Pestproben abzuholen, die in einem hochsicheren Lagerschiff aufbewahrt werden. Troi bringt einen scheinbar normalen Jungen zur Welt, den sie nach ihrem Vater Ian Andrew nennt. Ian entwickelt sich rasch weiter; innerhalb eines Tages erscheint er als vierjähriges Kind mit entsprechenden geistigen Fähigkeiten. Auf die Frage, ob er bereit ist zu erklären, wer oder was er ist, antwortet Ian „noch nicht“. Nachdem der Transfer der Virusproben abgeschlossen ist, macht sich die Enterprise auf den Weg zur medizinischen Station der Sternenflotte. Auf dem Weg dorthin stellt die Besatzung fest, dass einer der Seuchenstämme auf unerklärliche Weise wächst; sollte er weiter wachsen, wird er den Vorratsbehälter sprengen und zu einer katastrophalen Gefährdung aller Menschen an Bord führen.
Sie entdecken, dass eine unbekannte Quelle von Eichner-Strahlung für das Wachstum verantwortlich ist. Ian, der jetzt als Achtjähriger auftritt, vertraut Troi an, dass er die Ursache für die Probleme der Besatzung ist und sie verlassen muss. Troi erkennt, dass Ian im Sterben liegt, und fordert medizinische Hilfe an. Ian stirbt in Trois Armen und kehrt in seine Energieform zurück. Das Energiewesen nimmt Kontakt zu Trois Geist auf und erklärt ihr, dass er sie geschwängert hat, um zu erfahren, wie es ist, ein Mensch zu sein. Nachdem Ian verschwunden ist, kehrt die Seuchenprobe in den Normalzustand zurück und die Besatzung setzt ihre Mission fort.
Wesley Crusher, der eigentlich die Enterprise verlassen sollte, um zu seiner Mutter zurückzukehren, stellt fest, das er lieber auf der Enterprise bleiben möchte. Als er Captain Picard darum bittet, gewährt dieser ihm seinen Wunsch, vorausgesetzt, seine Mutter ist einverstanden.

## Verbindungen zu anderen Star-Trek-Produktionen
Einige Elemente aus dieser Folge wurden in späteren Star-Trek-Produktionen wieder aufgegriffen:
- Szenen aus Das Kind wurden in der als Clipshow konzipierten Folge 2.22 (Kraft der Träume) von Raumschiff Enterprise – Das nächste Jahrhundert aus dem Jahr 1989 wiederverwendet.
- In Folge 1.02 (Gesandte) der animierten Serie Star Trek: Lower Decks aus dem Jahr 2020 kommt eine Lebensform vor, die große Ähnlichkeit mit dem kleinen leuchtenden Energieball hat, aus dem Ian Troi entsteht.

## Produktion

### Drehbuch
Die Folge basiert auf einem Drehbuch, das 1978 von Jaron Summers und Jon Povill für die nicht realisierte Serie Star Trek: Phase Two geschrieben wurde. Dort hätte es Lieutenant Ilia sein sollen, die auf mysteriöse Weise ein Kind empfängt. Da die Produktion der zweiten Staffel von Raumschiff Enterprise – Das nächste Jahrhundert durch den Autorenstreik von 1988 stark beeinträchtigt war, griff Maurice Hurley auf diese alte Geschichte zurück und passte sie an die neue Serie an. Das Thema wurde im konservativen Amerika als Anspielung auf das Selbstbestimmungsrecht der Frau auf Abtreibung verstanden.

### Darsteller
Gates McFadden verließ die Serie nach der ersten Staffel. Der Wegfall ihrer Rolle der Schiffsärztin Beverly Crusher wird in Das Kind damit erklärt, dass Crusher zur Leiterin der medizinischen Abteilung der Sternenflotte berufen wurde. In dieser Folge kommt Katherine Pulaski (gespielt von Diana Muldaur) als neue Schiffsärztin an Bord. Muldaur hatte bereits zwei Gastrollen in der Vorgängerserie Raumschiff Enterprise gespielt. Dr. Pulaski spielte sie in insgesamt 20 von 22 Folgen der zweiten Staffel von Raumschiff Enterprise – Das nächste Jahrhundert. Sie wurde jedoch nicht zu den Hauptdarstellern der Serie gezählt, sondern stets in der Aufführung der Neben- und Gastrollen an erster Stelle unter der Bezeichnung „Special appearance by“ genannt. Gleich zu Beginn wurde der Zwiespalt zwischen Data und Pulaski thematisiert, der sich durch alle Folgen der zweiten Staffel hindurchzog und an McCoys Sticheleien gegen Spock aus Raumschiff Enterprise erinnerte, wodurch Pulaski sogleich als deutlich unterschiedlicher Charakter gegenüber der sanftmütigen Crusher abgegrenzt wurde.
Whoopi Goldberg hat hier ihren ersten Auftritt als Barkeeperin Guinan. Sie spielte diese Rolle in insgesamt 29 Folgen von Raumschiff Enterprise – Das nächste Jahrhundert, in zwei Spielfilmen und in zwei Folgen von Star Trek: Picard.

### Kulissen
Auf dem Set der Brücke der Enterprise wurden mit Beginn der zweiten Staffel zahlreiche Veränderungen vorgenommen:
- Die dunkelbraunen Wandvertäfelungen an den Seitenwänden wurden durch kleinteiligere, beigefarbene Verkleidungen ersetzt.
- Die Stühle von Picard, Riker und Troi wurden etwas überarbeitet. Am Stuhl des Captains wurden zusätzliche Konsolen an den Armlehnen angebracht.
- Der Bereich hinter den Stühlen ist nun nicht mehr grau, sondern mit rotem Teppich verkleidet.
- Die beiden Gästesitze wurden durch kurze Bänke aus durchsichtigem Kunststoff ersetzt.
- Die Conn- und Ops-Konsolen, die in der ersten Staffel noch leicht schräg standen, sind nun parallel zum Hauptbildschirm ausgerichtet. Die zugehörigen Stühle sind nun für eine gerade statt für eine zurückgelehnte Körperhaltung ausgerichtet.
- Die hufeisenförmige Holzeinfassung der taktischen Konsole hat jetzt einen etwas helleren Farbton als in der ersten Staffel. Der Übergang von der Einfassung zum Fußboden der Brücke wurde geringfügig verändert. Die Stütze der Konsole direkt hinter dem Stuhl des Captains, die zuvor grau war, ist jetzt beige mit schwarzen und silbernen Akzenten.
- An den Konsolen im hinteren Bereich der Brücke wurden nun auch die Seitenwände mit Computerelementen versehen. Zudem wurde der Leuchtstreifen über den Konsolen leicht überarbeitet.
- Auch die Dekoration der Decke wurde geringfügig überarbeitet.[1]

Das Set der Bar „Zehn Vorne“ wurde für die zweite Staffel neu gebaut und ist in Das Kind zum ersten Mal zu sehen.

### Maske und Kostüme
William T. Riker (Jonathan Frakes) trägt von dieser Folge an bis zum Ende der Serie einen Vollbart.
Geordi La Forge (LeVar Burton), der in der ersten Staffel noch Steuermann der Enterprise war, ist ab dieser Folge Chefingenieur. Damit trägt er von nun an nicht mehr die rote Uniform der Kommandoabteilung, sondern die grüngelbe Uniform der Abteilungen Sicherheit und Technik. Weiterhin trägt er ab jetzt nicht mehr die Rangabzeichen eines Lieutenant junior grade, sondern die eines (vollen) Lieutenants.
Lieutenant Worf (Michael Dorn), der in Folge 1.23 (Die schwarze Seele) vorläufig zum Sicherheitschef ernannt wurde, übernimmt den Posten ab dieser Folge regulär und trägt damit ebenfalls von nun an eine grüngelbe statt einer roten Uniform. Weiterhin wurde seine goldene Schärpe aus Staffel 1 gegen ein silberfarbenes Exemplar ausgetauscht.
Counselor Deanna Troi (Marina Sirtis), die in der ersten Staffel zumeist einen dunkelgrauen Anzug trug, trägt jetzt einen kastanienbraunen Anzug. Zudem trägt sie ihr Haar nicht mehr hochgesteckt, sondern offen.
Fähnrich Wesley Crusher (Wil Wheaton) trägt ab dieser Folge eine neue Uniformvariante. Wie schon in der ersten Staffel handelt es sich um eine Ausführung, die sowohl von der regulären Sternenflottenuniform als auch von der Kadettenuniform stark abweicht. Im Unterschied zur Variante der ersten Staffel ist jetzt nicht nur das Oberteil, sondern auch die Hose hellgrau. Der dunkelgraue Kragen- und Schulterbereich ist jetzt gerippt und das rot-gelb-blaue Band unter diesem Bereich ist weggefallen. Weiterhin trägt er von nun an einen Kommunikator, der sich aber von denen des regulären Sternenflottenpersonals unterscheidet, da bei seinem Kommunikator der ovale Bereich silberfarben ist, während er beim Standardkommunikator golden ist.
Der von Colm Meaney gespielte, noch namenlose Transporterchief (erst in Folge 2.07 (Die jungen Greise) erhält er den Namen O’Brien) trägt von dieser Folge an bis zum Ende der fünften Staffel die Rangabzeichen eines Lieutenants. In der vierten Staffel wird er jedoch einmal als Unteroffizier im Rang eines Chief Petty Officer bezeichnet. In der sechsten Staffel und in der Serie Star Trek: Deep Space Nine ist er dann schließlich endgültig ein Unteroffizier mit dem Rang und dem Abzeichen eines Senior Chief Petty Officer.

### Modelle
Für die Darstellung der USS Repulse, die Dr. Pulaski zur Enterprise bringt, wurde eine Einstellung verwendet, die bereits bei der Produktion des Pilotfilms Der Mächtige / Mission Farpoint gedreht, aber hier erstmals gezeigt wurde. Hierbei wurde auf das Modell der USS Excelsior zurückgegriffen, das ursprünglich für den Spielfilm Star Trek III: Auf der Suche nach Mr. Spock angefertigt worden war. Die gedrehte Einstellung wurde in mehreren Folgen von Raumschiff Enterprise – Das nächste Jahrhundert für die Darstellung verschiedener Schiffe der Excelsior-Klasse wiederverwendet.

## Rezeption
Dennis McCarthy wurde 1989 für seine Arbeit bei Das Kind für einen Primetime Emmy Award in der Kategorie „Beste Leistung in der Musikkomposition für eine Serie (Dramatischer Underscore)“ nominiert.
Keith DeCandido bewertete Das Kind 2011 auf tor.com als eine eher durchschnittliche Folge. Sie schaffe es zwar, die Veränderungen gegenüber der ersten Staffel gut zu etablieren, scheitere jedoch daran, eine spannende Geschichte zu erzählen. Trois Schwangerschaft erscheint größtenteils wie eine Kuriosität und der Zweck dahinter wird erst in letzter Minute hastig erklärt. Die Nebenhandlung um die entweichenden Krankheitserreger fand DeCandido hingegen recht spannend.
2019 stufte ScreenRant die Episode als die fünftschlechteste Episode der Serie ein, basierend auf den IMDB-Bewertungen, die zu diesem Zeitpunkt 5,8 von 10 Punkten betrugen.

## Parodien und Anspielungen
Die Folge The Child der Fanserie Star Trek: New Voyages von 2012 basiert auf dem gleichen Originaldrehbuch wie Das Kind.